# My Favorite Spy
My Favorite Spy (Brasil: A Cigana Me Enganou / Portugal: A Minha Espia Favorita) é um filme estadunidense de 1951, do gênero comédia de espionagem, dirigido por Norman Z. McLeod e estrelado por Bob Hope e Hedy Lamarr. Hope canta a canção I Wind Up - Taking a Fall, de Robert Emmett Dolan e Johnny Mercer, enquanto Hedy, dublada por Martha Mears, canta Just a Moment More, de Jay Livingston e Ray Evans.

## Sinopse
Peanuts White, um ator cômico, é contratado pelo FBI para fingir ser o espião Eric Augustine, com quem se parece, e conseguir um valioso microfilme em Tânger. Ao chegar, Peanuts/Eric conhece Lily Dalbray, ex-amante de Eric, uma dissimulada cantora cujo chefe, Karl Brubaker, é capaz de tudo para obter o tal microfilme. Enquanto namora Lily, enfrenta Karl e seus asseclas e tenta cumprir sua missão, Peanuts vê as coisas se complicarem ainda mais com o aparecimento do verdadeiro Eric Augustine.

## Elenco
| Ator/Atriz          | Personagem                   |
| ------------------- | ---------------------------- |
| Bob Hope            | Peanuts White/Eric Augustine |
| Hedy Lamarr         | Lily Dalbray                 |
| Francis L. Sullivan | Karl Brubaker                |
| Arnold Moss         | Tasso                        |
| John Archer         | Henderson                    |
| Luis Van Rooten     | Rudolf Hoenig                |
| Stephen Chase       | Donald Bailey                |
| Morris Ankrum       | General Frazer               |
| Angela Clarke       | Cigana                       |